# Michał Gołaś
Michał Gołaś (Toruń, 29 aprile 1984) è un dirigente sportivo ed ex ciclista su strada polacco, professionista dal 2007 al 2021.

## Carriera
Passa professionista nel 2007 con la squadra svedese Unibet.com, divenuta Cycle Collstrop per la stagione seguente. Nella prima parte del 2009 veste quindi la divisa dell'Amica Chips-Knauf, concludendo al settimo posto il Giro di Sardegna; nell'agosto dello stesso anno, in seguito alla sospensione inflitta dall'UCI al team sammarinese, si accasa alla Vacansoleil. Non ottiene però vittorie.
All'inizio del 2012 si trasferisce tra le file della formazione World Tour belga Omega Pharma-Quickstep: proprio in quella stagione coglie il primo successo da professionista, aggiudicandosi il titolo nazionale polacco in linea. In precedenza aveva vestito per tre giorni la maglia azzurra della classifica GPM durante il Giro d'Italia 2012. Nel 2015 vince il Kampioenschap van Vlaanderen in Belgio.
Nel 2016 si trasferisce al Team Sky, noto come Ineos dal 2019, insieme al connazionale e capitano Michał Kwiatkowski, per svolgere ruoli di gregariato. Vi rimane fino a fine 2021, quando, conclusa un'inedita Parigi-Roubaix autunnale, dà l'addio alle corse.
Nel 2023 assume la carica di direttore sportivo per il WorldTeam Bahrain Victorious.

## Palmarès
- 2006 (Under-23)

Campionati polacchi, Prova in linea Under-23
- 2012 (Omega Pharma-Quickstep, una vittoria)

Campionati polacchi, Prova in linea
- 2015 (Etixx-Quick Step, una vittoria)

Kampioenschap van Vlaanderen

### Altri successi
- 2010 (Vacansoleil-DCM)

Classifica sprint Tour of Britain
- 2011 (Vacansoleil-DCM)

Classifica scalatori Tour de Pologne
- 2014 (Omega Pharma-Quickstep)

Classifica scalatori Tour of Beijing
- 2016 (Team Sky)

1ª tappa Vuelta a España (Ourense Termal/Balneario de Laias > Parque Náutico Castrelo de Miño, cronosquadre)
- 2020 (Team Ineos/Ineos Grenadiers)

Classifica scalatori Tour de Wallonie

## Piazzamenti

### Grandi Giri
- Giro d'Italia

2011: non partito (16ª tappa)
2012: 93º
2013: 62º
2017: 141º
- Tour de France

2014: 55º
2015: 95º
- Vuelta a España

2011: non partito (8ª tappa)
2016: 118º
2020: non partito (8ª tappa)

### Classiche monumento
- Milano-Sanremo

2007: 128º
2015: 86º
2019: 145º
- Giro delle Fiandre

2008: 49º
2016: 101º
2018: 73º
- Parigi-Roubaix

2008: ritirato
2021: 60º
- Liegi-Bastogne-Liegi

2008: ritirato
2014: ritirato
2015: ritirato
2016: 83º
2017: 104º
2019: 74º
2020: 106º
2021: 135º
- Giro di Lombardia

2009: 52º
2012: ritirato
2014: 76º
2018: ritirato

### Competizioni mondiali
- Campionati del mondo

Madrid 2005 - In linea Under-23: 30º
Salisburgo 2006 - In linea Under-23: 16º
Mendrisio 2009 - In linea Elite: 86º
Melbourne 2010 - In linea Elite: 64º
Copenaghen 2011 - In linea Elite: 151º
Limburgo 2012 - In linea Elite: 61º
Toscana 2013 - In linea Elite: 33º
Ponferrada 2014 - In linea Elite: 58º
Richmond 2015 - In linea Elite: 54º
Bergen 2017 - In linea Elite: 52º
Innsbruck 2018 - In linea Elite: ritirato
Yorkshire 2019 - In linea Elite: ritirato
Imola 2020 - In linea Elite: 83º
Fiandre 2021 - In linea Elite: ritirato
- Giochi olimpici

Londra 2012 - In linea: ritirato
Rio de Janeiro 2016 - In linea: 56º

### Competizioni continentali
- Campionati europei

Plumelec 2016 - In linea Elite: 14º
Herning 2017 - In linea Elite: 61º
Glasgow 2018 - In linea Elite: 21º
Trento 2021 - In linea Elite: ritirato